# Partido Nacional Demócrata (Islas Vírgenes Británicas)
El Partido Demócrata Nacional (NDP) es un partido político en las Islas Vírgenes Británicas.

## Liderazgo
El partido tuvo solo un líder durante los primeros 19 años de su existencia: Orlando Smith, quien también es el primer ministro actual de las Islas Vírgenes Británicas. En junio de 2018, Orlando Smith anunció que renunciaría, y el 23 de junio Myron Walwyn fue elegido como el nuevo líder del partido.

## Resultados electorales
| Año  | Votos  | %     | Escaños | +/-         | Posición | Gobierno            |
| ---- | ------ | ----- | ------- | ----------- | -------- | ------------------- |
| 1999 | 9.126  | 38,14 | 5/13    |             | 2.º      | Oposición           |
| 2003 | 15.295 | 52,39 | 8/13    | 3           | 1.º      | Gobierno en mayoría |
| 2007 | 13.449 | 46,74 | 2/13    | 6           | 2.º      | Oposición           |
| 2011 | 18.447 | 52,91 | 9/13    | 1           | 1.º      | Gobierno en mayoría |
| 2015 | 21.523 | 59,66 | 11/13   | 2           | 1.º      | Gobierno en mayoría |
| 2019 | 10.798 | 28,23 | 3/13    | 8           | 2.º      | Oposición           |
| 2023 | 9.464  | 26,08 | 3/13    | Sin cambios | 3.º      | Oposición           |